# Anna Janosz
Anna Janosz (ur. 25 września 1959 w Krośnie) – polska dyrygent, wykładowca i samorządowiec, dr hab. sztuk muzycznych, profesor zwyczajny Wydziału Edukacji Muzycznej Uniwersytetu Kazimierza Wielkiego w Bydgoszczy i Akademii Muzycznej w Gdańsku, od 2003 dyrektor Centrum Kultury Teatr w Grudziądzu.

## Życiorys
W 1982 ukończyła studia wychowania muzycznego w Wyższej Szkole Pedagogicznej w Bydgoszczy (obecnie Uniwersytet Kazimierza Wielkiego). W 1998 na tej samej uczelni uzyskała stopień doktora nauk humanistycznych za pracę pt. Motywy uczestnictwa w amatorskim zespole chóralnym, którą przygotowała pod kierunkiem prof. Eugeniusza Rogalskiego, a w 1999 na Wydziale Edukacji Muzycznej Akademii Muzycznej im. Fryderyka Chopina stopień doktora sztuk muzycznych za pracę pt. Koncert złożony z utworów wokalnych i wokalno-instrumentalnych, m.in.: Mark-Antoine Charpentier-Te Deum, przygotowaną pod kierunkiem prof. Jadwigi Gałęskiej-Tritt. W 2003 habilitowała się na podstawie pracy zatytułowanej Problemy wykonawcze w polskiej współczesnej muzyce chóralnej oraz Koncert wokalny i wokalno-instrumentalny, m.in.: Grzegorz Gerwazy Gorczycki Completorium. Tytuł profesora sztuk muzycznych uzyskała w 2011.
Piastuje stanowisko profesora na Wydziale Edukacji Muzycznej Uniwersytetu Kazimierza Wielkiego w Bydgoszczy. Była też profesorem Wyższej Szkoły Społeczno-Ekonomicznej w Gdańsku. W latach 2007–2010 była prezesem, a następnie wiceprezesem Grudziądzkiego Towarzystwa Kultury. W 2009 została laureatką grudziądzkiej nagrody im. Aleksandra Gąssowskiego, przyznawaną osobom zasłużonym dla rozwoju teatru grudziądzkiego.
W wyborach w 2002 oraz w 2006 jako kandydatka Ruchu dla Grudziądza bez powodzenia ubiegała się o mandat radnej Rady Miejskiej Grudziądza. W 2003 zrzekła się możliwości objęcia zwolnionego mandatu radnego z powodu powołania jej na stanowisko dyrektora Centrum Kultury Teatr. W wyborach do Parlamentu Europejskiego w 2014 bezskutecznie ubiegała się o mandat z czwartego miejsca na liście Platformy Obywatelskiej w województwie kujawsko-pomorskim, natomiast w listopadowych wyborach samorządowych z ramienia PO została wybrana w skład sejmiku kujawsko-pomorskiego V kadencji, gdzie objęła funkcję przewodniczącej komisji kultury i dziedzictwa narodowego. W 2018 nie ubiegała się o reelekcję.
W 2011 odznaczona Złotym Krzyżem Zasługi.